# 301, 302
«301, 302» (кор. 삼공일 삼공이) — фильм ужасов южнокорейского режиссёра Пака Чхоль Су с Хванг Ши-хе и Пан Ын Чжин в главных ролях. Картина была выдвинута Южной Кореей на соискание премии «Оскар» за лучший фильм на иностранном языке, однако не попала в финальный шорт-лист.

## Сюжет
Детектив занимается расследованием бесследного исчезновения писательницы, жившей в квартире под номером 302. Он допрашивает её соседку из квартиры № 301. Та утверждает, что ничего не знает о пропаже, а сама в это время погружается в воспоминания о своём знакомстве с писательницей. 301 — искусный повар, и когда она узнала, что её соседка страдает нервной анорексией, 301 пыталась вылечить её, но встретила сопротивление. Обе женщины в процессе общения стали вспоминать о своём прошлом. 301 пережила развод и отомстила бывшему мужу, приготовив ему на обед его любимую собаку. 302 в детстве подвергалась сексуальному насилию со стороны отчима, а также случайно стала причиной смерти девочки во время игры в прятки. Из-за этих детских травм у неё пропал аппетит.
В конце 302, надеясь уйти от переживаний, предлагает 301 убить её и съесть. Та соглашается.

## В ролях
| Актёр         | Роль     |
| ------------- | -------- |
| Пан Ын Чжин   | 301      |
| Хванг Ши-хе   | 302      |
| Ким Чоо-Рейон | детектив |

## Критика
В целом критики положительно оценили картину. Рецензенты отмечали стилистику фильма, когда драма двух женщин разворачивается на фоне пищевых расстройств и постоянного показывания еды. Обозреватель Variety назвал фильм «феминистской страшилкой».

## Награды и номинации
| Награды и номинации   | Награды и номинации | Награды и номинации    | Награды и номинации | Награды и номинации |
| Награда               | Год                 | Категория              | Номинирован(а)      | Итог                |
| --------------------- | ------------------- | ---------------------- | ------------------- | ------------------- |
| Grand Bell            | 1995                | Лучший корейский фильм |                     | Победа              |
| Chunsa Film Art Award | 1995                | Лучшая женская роль    | Пан Ын Чжин         | Победа              |
| Голубой дракон        | 1995                | Лучшая женская роль    | Пан Ын Чжин         | Победа              |